# Scotch Whisky Experience
The Scotch Whisky Experience er et whisky-besøgscenter, der ligger på Castlehill, den øverste del af Royal Mile, i Old Town i Edinburgh, umiddelbart uden for Edinburgh Castle. Attraktionen tilbyder guidede rundvisninger, foredrag om whisky, en butik samt Amber Restaurant & Whisky Bar.
I juli 1987 investerede 10 individuelle whisky-firmaer sammen £2 mio. for at skabe The Scotch Whisky Heritage Centre, der skulle være ne permanent attraktion baseret på historie og udvikling af Scotch whisky. Den nye attraktion åbnede d. 5. maj 1988. Navnet blev ændret til The Scotch Whisky Experience i 2006.
I 2018 blev Scotch Whisky Experience verdens største samling af skotsk whisky på 3.384 flasker. Samlingen var blevet opbygget over 35 år af en brasiliansk whisky-entusiast ved navn Claive Vidiz, der mente at samlingen skulle tilbage til sit hjemland. The collection is housed in a specially designed glass and marble vault and was opened by then Scottish First Minister, Alex Salmond, in May 2009.

## Besøgende
I 2013 besøgte 300.000 mennesker attraktionen, hvoraf mere end 155.000 var på den guidede rundvisning. I 2014 var dette steget til 308.000 hvoraf 157.000 var på rundvisning. I 2023 nåede det samlede besøgtal 8,5 millioner. En stor del af de besøgende kom fra Kina, Brasilien og Indien.

## Priser
- Scottish Tourist Board (VisitScotland) – 5* Visitor Attraction
- Green Tourism Business Scheme – Silver
- Distillery Experience Awards – ‘Best Educational Experience’ – Vinder 2014
- British Travel Awards – ‘Best Leisure Attraction’ – Bronzemedalje 2014
- Icons of Whisky – ‘Best Whisky Attraction’ – Vinder 2013
- Association of Scottish Visitor Attractions –‘Scotland’s Best Visitor Attraction’ – Vinder 2011